# Maison de Milutin Milanković
La maison de Milutin Milanković (en serbe cyrillique : Кућа Милутина Миланковића ; en serbe latin : Kuća Milutina Milankovića) est située à Belgrade, la capitale de la Serbie, dans la partie urbaine de la municipalité de Palilula. Construite en 1927, elle est inscrite sur la liste des biens culturels de la Ville de Belgrade.

## Présentation

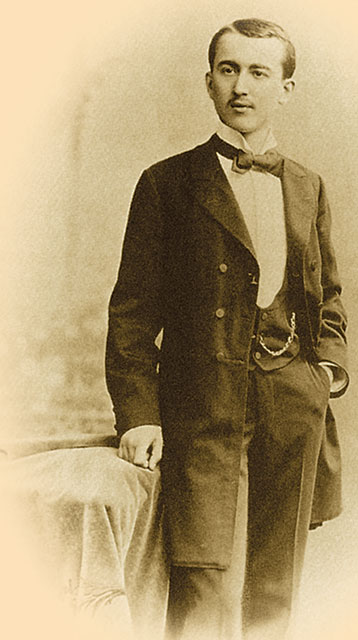
Milutin Milanković par Paja Jovanović, 1943

La maison, située 9 rue Ljubomira Stojanovića, a été construite pour le professeur Milutin Milanković (1879-1958), un astronome, géophysicien et climatologue serbe de réputation internationale. Elle a été édifiée en 1927 selon les plans des architectes Svetozar Jovanović, Petar Krstić et Mihailo Radovanović.
Villa de dimension relativement modeste, elle est caractéristique des maisons d'un quartier récemment créé près du centre de Belgrade et appelé  « Profesorska kolonija », la « colonie des professeurs ». Le rez-de-chaussée est conforme au modèle traditionnel des maisons de cette époque, avec les pièces principales donnant sur la rue et les pièces secondaires donnant sur la cour. Les façades sont simples, avec un bow-window au premier étage.
Caractéristique des constructions dans les quartiers-jardins de la Belgrade de l'entre-deux-guerres, la maison doit surtout sa valeur au nom de ses architectes et à celui de son propriétaire, membre de l'Académie serbe des sciences et des arts, qui y a vécu et travaillé.